# الضبرة (إب)

تعديل مصدري - تعديل

الضبرة هي إحدى قرى عزلة الروس بمديرية إب التابعة لمحافظة إب، بلغ تعداد سكانها 439 نسمة حسب تعداد اليمن لعام 2004.